# Siphonogorgia annulata
Siphonogorgia annulata is een zachte koraalsoort uit de familie Nidaliidae. De koraalsoort komt uit het geslacht Siphonogorgia. Siphonogorgia annulata werd in 1908 voor het eerst wetenschappelijk beschreven door Harrison. 